# タスマニア州副首相
タスマニア州副首相 (Deputy Premier of Tasmania) は、オーストラリア連邦タスマニア州の副首相である。

## 一覧
| 氏名                           | 政党   | 就任           | 退任           |
| ------------------------------ | ------ | -------------- | -------------- |
| ジョン・ジェームズ・ドワイヤー | 労働党 | 1958年8月26日  | 1959年5月12日  |
| ロイ・フェイガン               | 労働党 | 1959年5月12日  | 1969年5月26日  |
| ケヴィン・ライアン             | 中央党 | 1969年5月26日  | 1972年3月14日  |
| マーヴ・エヴェレット           | 労働党 | 1972年5月3日   | 1972年8月1日   |
| マーヴ・エヴェレット           | 労働党 | 1972年8月21日  | 1974年4月12日  |
| ビル・ニールソン               | 労働党 | 1974年4月17日  | 1975年3月31日  |
| ダグ・ロウ                     | 労働党 | 1975年3月31日  | 1977年12月1日  |
| ニール・バット                 | 労働党 | 1977年12月1日  | 1979年12月18日 |
| ニール・バット                 | 労働党 | 1980年2月25日  | 1980年8月29日  |
| マイケル・バーナード           | 労働党 | 1980年8月29日  | 1982年5月27日  |
| マックス・ビンガム             | 自由党 | 1982年5月27日  | 1984年6月13日  |
| ジェフ・ピアソール             | 自由党 | 1984年6月15日  | 1988年11月1日  |
| レイ・グルーム                 | 自由党 | 1988年11月1日  | 1989年6月29日  |
| ピーター・パトモア             | 労働党 | 1989年7月3日   | 1992年2月17日  |
| ジョン・ベズウィック           | 自由党 | 1992年2月18日  | 1996年3月18日  |
| スー・ネイピア                 | 自由党 | 1996年3月18日  | 1998年9月14日  |
| ポール・レノン                 | 労働党 | 1998年9月14日  | 2004年3月21日  |
| デイヴィッド・ルウェリン       | 労働党 | 2004年3月22日  | 2006年4月5日   |
| ブライアン・グリーン           | 労働党 | 2006年4月5日   | 2006年7月15日  |
| スティーヴ・コンズ             | 労働党 | 2006年10月30日 | 2008年3月9日   |
| デイヴィッド・バートレット     | 労働党 | 2008年4月10日  | 2008年5月26日  |
| ララ・ギディングズ             | 労働党 | 2008年5月26日  | 2011年1月24日  |
| ブライアン・グリーン           | 労働党 | 2011年1月24日  | 2014年3月31日  |
| ジェレミー・ロックリフ         | 自由党 | 2014年3月31日  | 現在           |